# Саранова, Юлия Владимировна
Юлия Владимировна Саранова (родилась 21 октября 1988, Волгоград, РСФСР, СССР) — российский общественный и политический деятель, член партии «Единая Россия», волонтёр и руководитель волонтёрской организации «МыВместе», глава Фонда Твери. Депутат Государственной думы VIII созыва с 2021 году (от Тверской области).

## Биография
Юлия Саранова родилась 21 октября 1988 года в Волгограде. С 5 лет жила в поселке Новый Рогачик в Волгоградской области, где окончила среднюю школу. В 2005 году переехала в Тверь, в 2010 окончила филологический факультет Тверского государственного университета по специальности «филолог». В 2014 году получила диплом магистра с отличием по специальности «Преподавание русского языка как иностранного».
В студенческие годы Саранова стала волонтёром и главой донорского фонда «Подари каплю надежды». В 2011 году стала соучредителем и председателем Ассоциации по развитию волонтёрской деятельности среди молодежи «Тверская Ассоциация потанинских стипендиатов». В 2011—2013 годах входила в состав Молодёжного правительства Тверской области, была первым заместителем председателя, главой комитета социальной защиты и развития волонтёрства. В 2012—2018 годах была членом Общественной палаты Твери, с 2018 года — член Общественной палаты Тверской области. В 2014—2017 годах входила в состав Молодёжной палаты при Законодательном собрании Тверской области. В 2017 году начала преподавать в Институте экономики и управления Тверского государственного университета курс «Гражданское общество».
В 2021 году Саранова выдвинула свою кандидатуру в депутаты Государственной думы. Победила на выборах по 179-му избирательному округу с 31 % голосов, стала заместителем председателя комитета Государственной Думы по молодёжной политике.
Саранова награждена памятной медалью Президента РФ «За бескорыстный вклад в организацию общероссийской акции взаимопомощи „#МЫВМЕСТЕ“».
Из-за вторжения России на Украину Саранова находится под санкциями Евросоюза, США, Великобритании, ряда других стран.